# 芳野由奈
芳野 由奈（よしの ゆな、7月5日 - ）は、日本の女性声優。神奈川県出身。2017年12月31日まではクレアボイスに所属していた。2021年4月1日よりULTRAEGGs所属。

## 人物・来歴
趣味はカラオケ・たまねぎの薄切り・トランペット・かぎ針編み。特技は早起き。好きな食べ物は梨。

## 出演
太字はメインキャラクター。

### テレビアニメ
2014年
- 四月は君の嘘（五月）

2015年
- 青春×機関銃（女子）
- 赤髪の白雪姫（侍女）
- アルスラーン戦記（女官、侍女）
- アルドノア・ゼロ（火星捜査員）
- がっこうぐらし!（柚村貴依）
- 機動戦士ガンダム 鉄血のオルフェンズ（2015年 - 2017年、エルガー、ビルト・タービン） - 2シリーズ
- コメット・ルシファー（村人）
- 純潔のマリア（ベラ）
- 食戟のソーマ（2015年 - 2019年、女学生、店員、女性事務員、女の子） - 3シリーズ
- スタミュ（女子、柊翼〈少年〉）
- ダンジョンに出会いを求めるのは間違っているだろうか（2015年 - 2025年、ルノア・ファウスト） - 4シリーズ
- To LOVEる -とらぶる- ダークネス 2nd（女子）
- ハイスクールD×D シリーズ（2015年 - 2018年、シーグヴァイラ・アガレス、ルーク） - 2シリーズ
- VALKYRIE DRIVE -MERMAID-（柊晶）
- ハロー!!きんいろモザイク（女学生、女子生徒A）
- ミカグラ学園組曲（端末の声）
- ミス・モノクローム -The Animation- 3（観客、おばあちゃん、女性）

2016年
- Re:ゼロから始める異世界生活（2016年 - 2020年、リュカ） - 2シリーズ / 2020年に第1期新編集版が放送
- おしえて! ギャル子ちゃん（王子）
- 最弱無敗の神装機竜（女生徒C、女生徒D、アベル・アーカディア〈9年前〉）
- 少女たちは荒野を目指す（児童、男児A）
- ツインエンジェルBREAK（主審）
- Dimension W（翔太）
- ノルン+ノネット（子供）
- ハンドレッド（柏木ミハル、オペレーター、ラトゥーニ）
- プリンス・オブ・ストライド オルタナティブ（母親、女の子）
- ベイブレードバースト（中川圭太、服部蔵人）
- ヘヴィーオブジェクト（ウェスティ）
- ももくり（ウェイトレス、クラス女子2）

2017年
- “栄光なき天才たち”からの物語（八百屋のおかみ）
- ナイツ&マジック（悪ガキC、ドワーフ娘、サム）
- 妖怪アパートの幽雅な日常（下級生の女子A、女子生徒、ケルベロス、幼稚園児、神谷会長 他）
- ゲーマーズ!（大磯新那）
- Just Because!（森川葉月）
- クジラの子らは砂上に歌う（キクジン、カチカ）
- 少女週末授業（サカナ）

2018年
- スロウスタート（大谷周）
- 覇穹 封神演義（村の人々、白天君〈女〉）
- 斉木楠雄のΨ難（牛光）
- citrus（男子）
- キリングバイツ（子供）
- はたらく細胞（子供がん細胞2）
- やがて君になる（吉田愛果）
- となりの吸血鬼さん（女生徒B、アニメキャラB、女性レポーター）
- 抱かれたい男1位に脅されています。（女性スタッフ）

2019年
- えんどろ〜!（戦士①、戦士）
- けだまのゴンじろー（ゆうか、女①）
- 星合の空（女子生徒）
- アズールレーン（スペンス、オーリック）
- 慎重勇者〜この勇者が俺TUEEEくせに慎重すぎる〜（洋服屋の店員）
- バビロン（女性リポーター）

2020年
- ソマリと森の神様（おもてなしの魔女）
- A3!（通行人）
- フルーツバスケット（男の子）

2021年
- 無職転生 〜異世界行ったら本気だす〜（子供B）
- 86-エイティシックス-（2021年 - 2022年、テレザ）
- プラチナエンド（ジャミ）
- カードファイト!! ヴァンガード overDress（従者）
- ヴィジュアルプリズン（ファン）
- ロード・エルメロイII世の事件簿 -魔眼蒐集列車 Grace note- 特別編（リシャール・オータム）

2022年
- ミュークルドリーミー みっくす!（子供A）
- 境界戦機（アグン）
- まちカドまぞく 2丁目（クラスメイト）
- 異世界おじさん（生徒、町人）
- 後宮の烏（侍女）
- クールドジ男子（女子高生）

2023年
- 山田くんとLv999の恋をする（カフェの店員）
- SYNDUALITY Noir（2023年 - 2024年、ジェシカ） - 2シリーズ
- ホリミヤ -piece-（TVアナウンサー）
- 七つの魔剣が支配する（レセディ＝イングウェ）
- SHY（イコの母）
- 新しい上司はど天然（社員）
- アンデッドアンラック（少年）

2024年
- 転生したらスライムだった件（ブルムンド王妃）
- 異世界スーサイド・スクワッド（女性客A）
- なぜ僕の世界を誰も覚えていないのか?（ラスタライザC）

2025年
- SAKAMOTO DAYS（男の子）
- 九龍ジェネリックロマンス（女性リポーター）

### 劇場アニメ
- 心が叫びたがってるんだ。（2015年、三上[15]）
- ラブライブ!The School Idol Movie（2015年）
- 劇場版 selector destructed WIXOSS（2016年、女子学生）
- 劇場版 はいからさんが通る 前編 〜紅緒、花の17歳〜（2017年）
- 劇場版 ダンジョンに出会いを求めるのは間違っているだろうか -オリオンの矢-（2019年、ルノア・ファウスト）
- 駒田蒸留所へようこそ（2023年、駒田蒸留所 女性職員A）

### OVA
- ストライク・ザ・ブラッド ヴァルキュリアの王国篇（2015年、ウェイトレス、アナウンサーA）
- おしえて! ギャル子ちゃん（2017年） - OVD付きコミックス第4巻特装版
- 亜人ちゃんの夏休み（2017年、レポーター） - Blu-ray&DVD第7巻収録エピソード
- Re:ゼロから始める異世界生活 Memory Snow（2018年、リュカ）
- フルーツバスケット -prelude-（2022年、生徒）

### Webアニメ
- モンスターストライク（2015年、デッドラビッツLtb.、ナポレオン）
- ももくり（2016年、ウェイトレス）

### ゲーム
2015年
- レーシング娘。（六連星 汐音、宗田 里萌）
- スクールスタードリーム!（御子沢艶野）
- プリンス・オブ・ストライド（小日向光）

2017年
- ダンジョンに出会いを求めるのは間違っているだろうか 〜メモリア・フレーゼ〜（ルノア・ファウスト）
- 誰ガ為のアルケミスト（フューリー、ボタン）

2018年
- アズールレーン（オーリック 、フート、スペンス）

2020年
- ファントム オブ キル（フューリー）
- モンスターストライク（トリン）

2021年
- ハースストーン（ザルゴン）
- マーベル ガーディアンズ・オブ・ギャラクシー（ボイスアクター）
- コール オブ デューティ ヴァンガード（イザベラ・レイエス）

2022年
- カリストプロトコル（ダニー・ナカムラ）

2023年
- ホグワーツ・レガシー（イメルダ・レイエス）
- スター・ウォーズ ジェダイ:サバイバー（ピリ・ウォルド）
- ディアブロ IV

2024年
- FOAMSTARS（ソア）
- ライドカメンズ

### 吹き替え
- 2gether（2020年、ペア）
- クロエ/chloe #4（2022年）

### ドラマCD
- 桜の花の紅茶王子（2015年、生徒会 他） - 桜の花の紅茶王子 第4巻ドラマCD付初回限定版
- 食戟のソーマ（2015年、女子生徒C）※原作第11巻同梱版ドラマCD
- なまいきざかり。（2017年）※原作第10巻同梱版ドラマCD
- Just Because! Special Drama CD（2017年、森川葉月）※コミックマーケット93限定
- 妖怪アパートの幽雅な日常 日常特典CD「とりおろし!鳥ボイス」（2018年、神谷会長、ケルベロス）

### ラジオ
※はインターネット配信。
- スタドリ れでぃ? おー!（2015年 - 2016年、音泉※）[17]

### インターネットテレビ
- スクールスタードリーム！『スタドリ おーるまいてぃーびー♪』（ニコニコ生放送：2015年12月16日 - ）隔週火曜日更新[18]

### その他
- エンジェル・フェスタ!（2015年、速水凜子）MF文庫J
- トキワ来たれり!! サンデーCM劇場（2016年、アリア）
- ほっともっと店頭アニメーション オトク探偵〜オトクな会員サービス篇〜（オトク探偵の声）

## ディスコグラフィ

### キャラクターソング
| 発売日         | 商品名                                                | 歌                                                                               | 楽曲                   | 備考                                            |
| -------------- | ----------------------------------------------------- | -------------------------------------------------------------------------------- | ---------------------- | ----------------------------------------------- |
| 2015年9月16日  | 心が叫びたがってるんだ。オリジナルサウンドトラック    | 少女［仁藤菜月（雨宮天）］、街の人々                                             | 「word word word」     | 劇場アニメ『心が叫びたがってるんだ。』劇中歌    |
| 2015年9月16日  | 心が叫びたがってるんだ。オリジナルサウンドトラック    | 少女（心の声）［成瀬順（水瀬いのり）］、玉子［田崎大樹（細谷佳正）］、世界の人々 | 「心が叫びだす」       | 劇場アニメ『心が叫びたがってるんだ。』劇中歌    |
| 2016年9月28日  | ハンドレッド バトルソングシリーズ03 レイティア×リディ | カレン（奥野香耶) 、ミハル（芳野由奈）                                           | 「寄り添ってあげたい」 | テレビアニメ『ハンドレッド』関連曲              |
| 2017年11月22日 | behind                                                | 夏目美緒（礒部花凜）、森川葉月（芳野由奈）、小宮恵那（Lynn）                     | 「behind」             | テレビアニメ『Just Because!』エンディングテーマ |
| 2017年11月22日 | behind                                                | 夏目美緒（礒部花凜）、森川葉月（芳野由奈）、小宮恵那（Lynn）                     | 「take_one」           | テレビアニメ『Just Because!』関連曲             |

### シリーズ一覧
1. ↑  第1期（2015年 - 2016年）、第2期（2016年 - 2017年）
2. ↑  第1期（2015年）、第3期前半『餐ノ皿』（2017年）、第4期『神ノ皿』（2019年）
3. ↑  第1期（2015年）、第4期『IV 新章 迷宮篇』（2022年）、第4期『IV 深章 厄災篇』（2023年）、第5期『V 豊穣の女神篇』（2024年 - 2025年）
4. ↑  第3期『BorN』（2015年）、第4期『HERO』（2018年）
5. ↑  第1期（2016年）、第2期前半クール（2020年）
6. ↑  第1クール（2023年）、第2クール（2024年）

### ユニットメンバー
1. ↑  明田川慎二郎（柳田淳一）、石川朱美（諏訪彩花）、岩田晋一（手塚ヒロミチ）、岡田愛美（東内マリ子）、小田桐芭那（葉山いくみ）、北村よし子（加隈亜衣）、渋谷昭久（天﨑滉平）、清水亮（木島隆一）、高村香織（久保ユリカ）、栃倉千穂（前川涼子）、錦織拓哉（山下誠一郎）、福島竜二（石谷春貴）、三上聖名子（芳野由奈）、渡辺美沙（三宅麻理恵）
2. ↑  宇野陽子（高橋李依）、相沢基紀（大山鎬則）、明田川慎二郎（柳田淳一）、岩田晋一（手塚ヒロミチ）、清水亮（木島隆一）、鈴木章子（田澤茉純）、栃倉千穂（前川涼子）、錦織拓哉（山下誠一郎）、三上聖名子（芳野由奈）、渡辺美沙（三宅麻理恵）